# Gwardamanġa

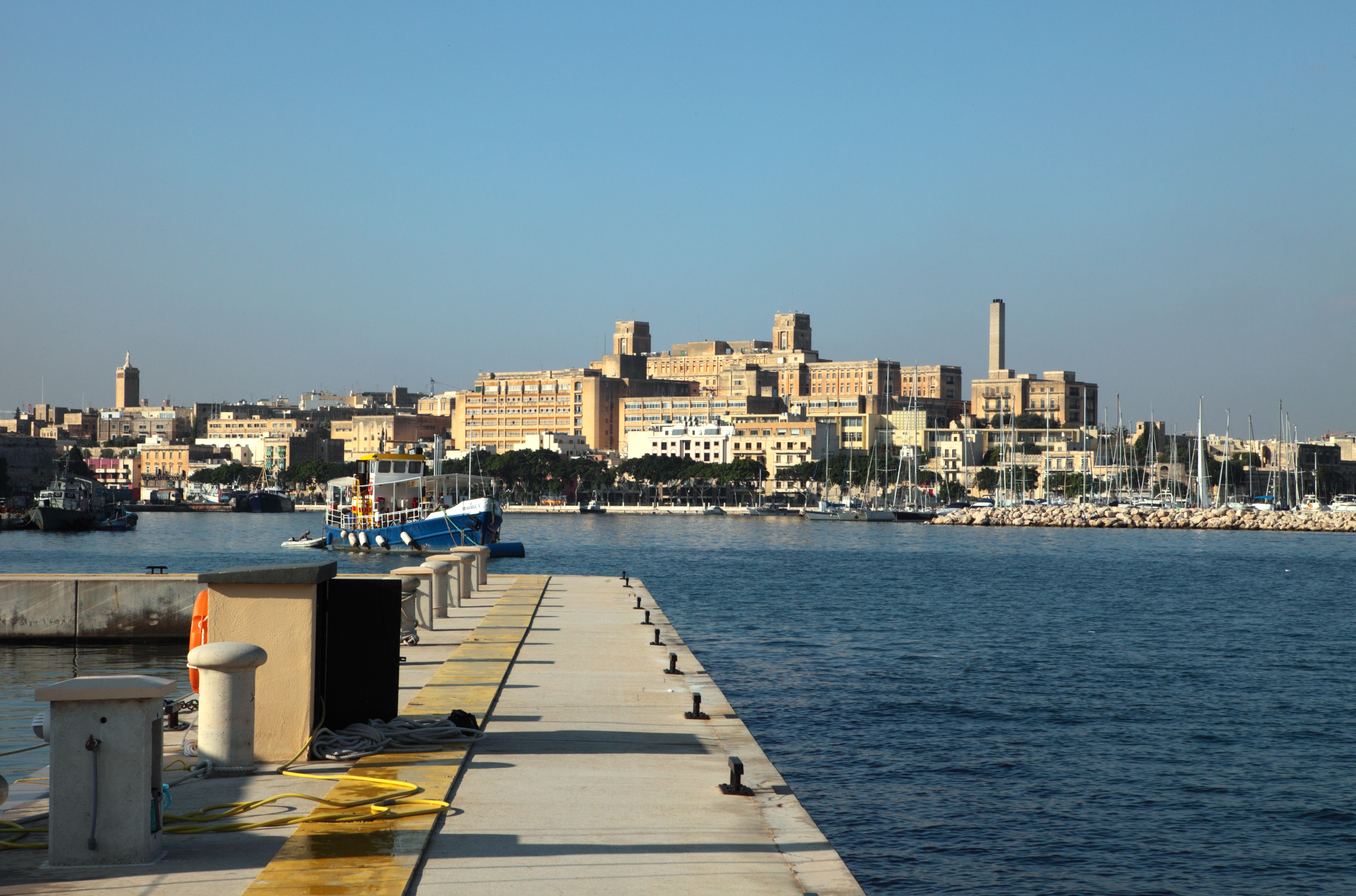
Blick auf Gwardamanġa mit dem St. Luke’s Hospital

Gwardamanġa (italienisch Guardamangia) ist eine Ortschaft in der maltesischen Gemeinde Tal-Pietà. Der Ort liegt auf einem steilen Hügel, der sich als Vorsprung zwischen zwei Tälern erhebt. Er ist ein Vorort von Valletta.
In Gwardamanġa befindet sich das St. Luke’s Hospital, das frühere Zentralkrankenhaus Maltas. Ferner steht dort die Villa Guardamangia, in der Prinzessin Elisabeth, die spätere Königin Elisabeth II. von Großbritannien, zwischen 1946 und 1953 zeitweilig lebte. Ihr Mann Philip Mountbatten, Herzog von Edinburgh, diente dort von 1949 bis 1951 bei der britischen Marine.
Auch der denkmalgeschützte Friedhof Ta’ Braxia liegt in Gwardamanġa.